# Golcocythere
Golcocythere is een geslacht van uitgestorven kreeftachtigen uit de klasse van de Ostracoda (mosselkreeftjes).

## Soorten
- Golcocythere brevecaudata Ohmert, 1970 †
- Golcocythere calkeri (Bonnema, 1941) Pokorny, 1979 †
- Golcocythere campanica Ohmert, 1970 †
- Golcocythere camura Ohmert, 1970 †
- Golcocythere eggeri Ohmert, 1970 †
- Golcocythere elegansina (Deroo, 1966) Ohmert, 1970 †
- Golcocythere gruendeli Ohmert, 1973 †
- Golcocythere leptopleura Ohmert, 1970 †
- Golcocythere oertlii Jain, 1978 †
- Golcocythere posteggeri Nikolaeva, 1981 †
- Golcocythere ptygmata (Triebel & Malz, 1969) Gruendel, 1978 †
- Golcocythere punctata Ohmert, 1970 †
- Golcocythere subalpina Ohmert, 1970 †
- Golcocythere turonensis Damotte, 1982 †
- Golcocythere vadosa Ohmert, 1970 †